# Malta i olympiska sommarspelen 1980
Malta deltog med 8 deltagare vid de olympiska sommarspelen 1980 i Moskva.

## Bågskytte
Dameras individuella tävling
- Joanna Agius - 2119 poäng (28:e plats)

Herrarnas individuella tävling
- Leo Portelli - 1807 poäng (38:e plats)

## Cykling
Herrarnas linjelopp
- Joseph Farrugia
- Carmel Muscat
- Alfred Tonna
- Albert Micallef

Herrarnas lagtempolopp
- Joseph Farrugia
- Albert Micallef
- Carmel Muscat
- Alfred Tonna